# スラットナー
スラットナー（Slatnar）は、スロベニア・ゴレンスカ地方ツェルクニェ・ナ・ゴレニスケムにある企業である。スラットナーは当初はスラットナー・カーボンというブランドで知られるスキージャンプ用のビンディングのメーカーであったが、2016年に、エランがスキージャンプ用のスキー板の製造から撤退した際に製造部門がスラットナーに移管された。

## 企業としてのスラットナー
Peter Slatnar S.p.は、ツェルクニェ・ナ・ゴレニスケムに本社がある。

### 歴史
同社のルーツはペテル・スラットナーの父親によって創業された金属加工製造工場である。 ペテル・スラットナーは若いころはスキージャンプの選手であったが、現役引退後は金属加工業に専念した。

### ビンディング
スキージャンプの踵の部分を固定するビンディングで、安全かつ革新的な生産を可能にした。 ブランド スラットナー・カーボン は2006年のコーチ のヤニ・グリッチらによって作られた。 2012年時点では半数以上の選手に使用されていた。 
2016年シーズンでは3つの異なるビンディングのモデル、すなわち、プロ向けのエアービンディング、少し安い エヴォ・ビンディング （これらは4つのバリエーションがある）、3つ目は、ジュニアビンディング モデルである。

### スキージャンプ用ブーツ
その後は炭素繊維製のスキージャンプ用ブーツの製造を始めた。現在は3種類製造されている。

### スキージャンプ

#### エランの撤退と、スラットナーの事業継承

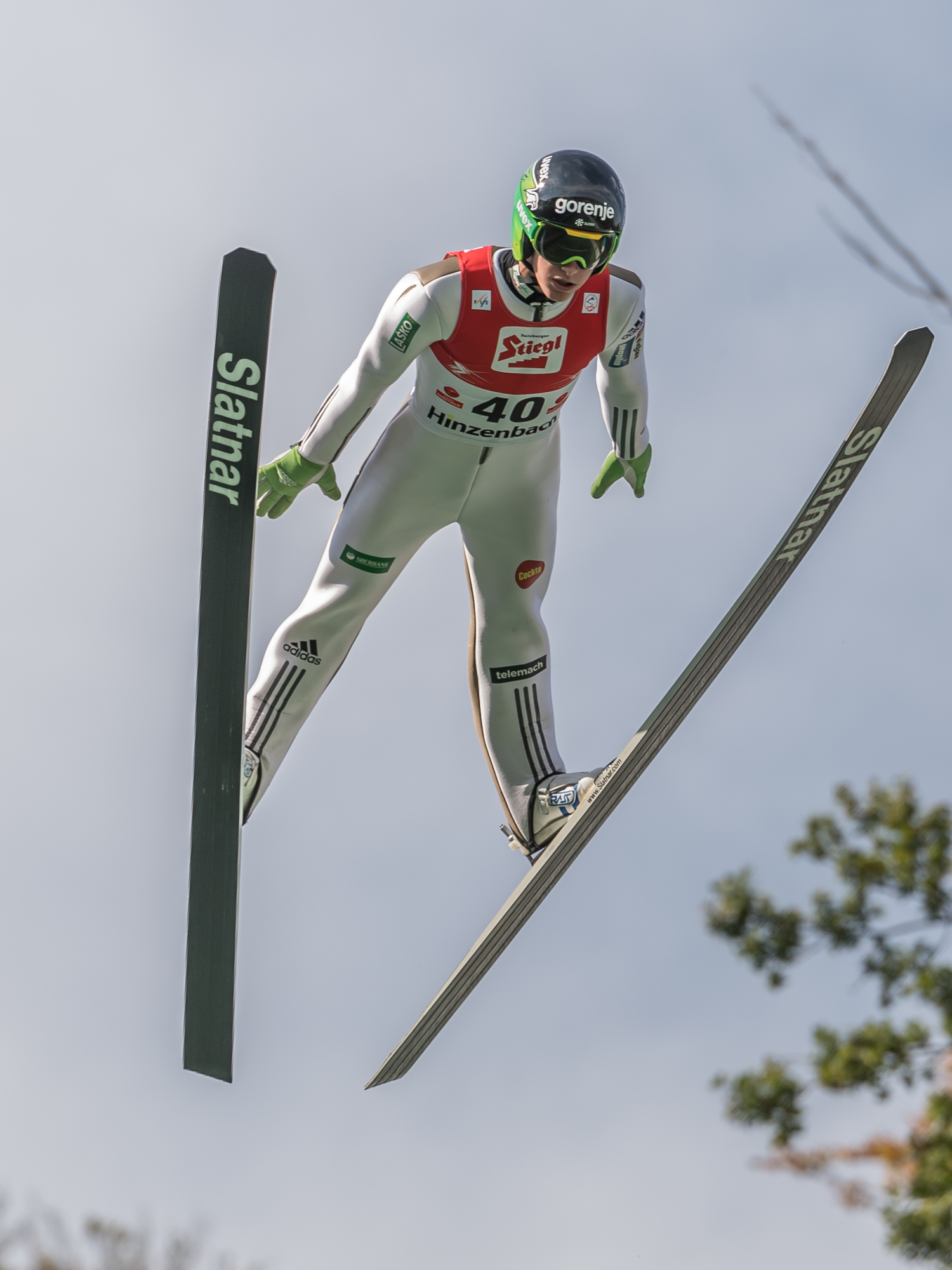
ペテル・プレヴツとスラットナーのスキー

老舗のスキージャンプ用スキー板の製造メーカーであったエランは2016年にスキージャンプ用スキー板の製造から撤退した。非常にニッチかつ特殊で、市場規模も小さいことが要因であった。この事態に、ペテル・スラットナーは、スラットナーのブランドとしてこの事業を継承することでエランと合意した。エランの製造設備と人材を継承し、わずか1ヶ月後に新しいスキーを発表した。これによってスロベニアのスキージャンプ用スキー板の生産拠点が残ることとなったため、スロベニアスキー連盟から人材維持のための補助を受けている。

#### スキー・スラットナー・カーボン
スラットナー製のスキージャンプ用スキー板は、2つのモデルがあり、1つは"World Cup Skis Slatnar Carbon"（3つのバージョンがある）、もう1つはジュニア向けの"Junior Skis Slatnar Carbon"である。2015-16年シーズンでエランを使用してワールドカップ総合優勝を果たしたペテル・プレヴツ、高梨沙羅を含む多くの選手が採用している。

#### ワールドカップ初優勝
2016年11月25日、2016-17シーズンのFISワールドカップ初戦でスラットナーを使用するドメン・プレヴツが優勝した。女子のFISワールドカップ初戦でも高梨沙羅が優勝し、スラットナーのスキーを使用している選手が男女とも2016-17シーズンの初戦を制することになった。

#### アクセサリー
上述のスキージャンプ製品に付属する装備等の製造も行っている。